# Museo internazionale della Riforma
Il Museo internazionale della Riforma, aperto il 15 aprile 2005 a Ginevra nella storica Maison Mallet accanto alla cattedrale di S. Pietro, presenta la storia della Riforma protestante di cui Giovanni Calvino è uno dei principali iniziatori.
Attraverso oggetti, libri, manoscritti, tavole, incisioni ed apparati audiovisivi moderni, si ripercorre la storia del movimento protestante iniziato nella città di Ginevra nel XVI secolo e che è divenuto una delle più grandi famiglie confessionali del Cristianesimo.
La Maison Mallet, che ospita il museo, fu costruita nel 1723 dal banchiere francese Mallet al posto del chiostro di S. Pietro, dove nel 1536 venne votato il passaggio della città di Ginevra alla Riforma protestante.
Il museo comunica attraverso un sotterraneo con il sito archeologico situato sotto la cattedrale di Ginevra. L'intero sito, che comprende la cattedrale e le sue torri, il museo e l'Auditorio di Calvino, è denominato l'Éspace Saint-Pierre ed è una delle maggiori offerte culturali della città di Ginevra.

## Premio del Consiglio d'Europa
Nell'aprile 2007, il Museo internazionale della Riforma ha ricevuto un premio dal Consiglio d'Europa.
Il Museo è stato premiato per la qualità delle sue pubblicazioni sulla storia della Riforma, così come per l'uso appropriato di un luogo altamente simbolico, la Maison Mallet. La cerimonia di premiazione ha avuto luogo nel mese di aprile 2007 al Palazzo Rohan a Strasburgo durante la sessione primaverile dell'Assemblea parlamentare.

## Sale espositive
Nella Maison Mallet sono presenti 14 sale espositive, fornite delle moderne tecnologie museali, per uno spazio totale di circa 400 m2.
Basandosi su un patrimonio di archivistica e ricco di documenti iconografici, il museo offre una cronaca dettagliata della Riforma protestante, dalle sue origini ad oggi. La collezione si compone di manoscritti, stampe, ritratti, vignette, Bibbie e libri antichi, il vero gioiello del museo è la prima Bibbia stampata in francese nel 1535. Sono presenti inoltre alcuni dipinti dell'Ottocento, tra i più famosi ci sono il ritratto di Calvino di Albert Anker e la morte di Calvino di Joseph Hornung.

### La Bibbia
La visita inizia con una sala dedicata alla Bibbia. Richiama la collocazione centrale che la Bibbia aveva nell'opera dei Riformatori del sedicesimo secolo. Essi vi trovano un importante messaggio: la salvezza per grazia mediante la fede. Al fine di rendere accessibile la Bibbia al più grande numero di persone, la traducono il tedesco, francese, inglese, italiano ecc. Sono esposte copie molto rare della Bibbia per esemplificare questo movimento. L'invenzione della stampa a caratteri mobili gioca un ruolo di fondamentale importanza in questo progetto ambizioso, permettendo un'efficiente stampa e distribuzione degli scritti sacri.

### Polemiche
La nascita della Riforma protestante è segnata da lotte ed aspre polemiche. Le caricature mostrate in questa sezione del museo mostrano come entrambi i partiti (quello cattolico e quello protestante) difendevano la loro causa, rivolgendosi particolarmente ad una popolazione che non sapeva leggere. Le scene rappresentate parlano da sole, rendendo i testi quasi irrilevanti. I pannelli di questa sala mostrano gli attacchi condotti dai Cattolici ostili alla Riforma e dai Protestanti, come pure quelli delle diverse correnti del Protestantesimo. I disaccordi fra luterani e calvinisti sulla questione dell'Eucaristia, per esempio, conducono a violenti confronti.

### Il salone
Nel salone principale del museo viene proposta una presentazione generale della Riforma protestante. Seduti comodamente in questo salone, con le sue belle decorazioni ottocentesche, i visitatori possono guardare un audiovisivo di 15' sulla storia della Riforma dalle origini al presente.

### Sala Barbier-Mueller
Nella sala Barbier-Mueller viene presentata la Riforma protestante in Francia e le guerre di religione attraverso una notevole collezione di libri rari con incisioni donate al museo dal collezionista d'arte Jean Paul Barbier-Mueller. Questi reperti documentano la diffusione del Calvinismo in Francia ed i conflitti particolarmente violenti che opposero cattolici e protestzanti fra il 1562 ed il 1598.
In questa sala viene pure commemorato l'infame massacro della Notte di San Bartolomeo come pure sono mostrati gli opuscoli di Antoine Marcourt che introducono il Calvinismo in Francia durante il regno di Francesco I.

### Calvino e Ginevra

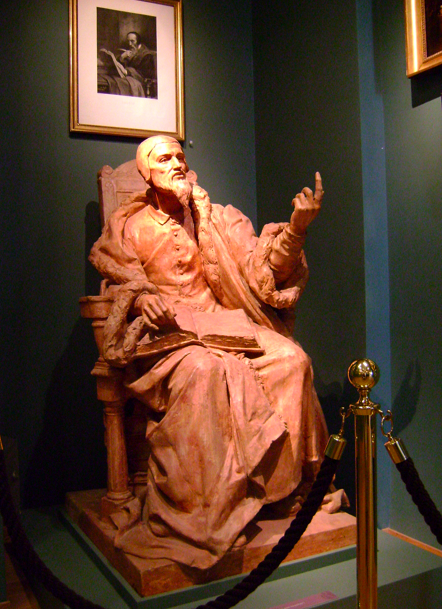
Statua di Giovanni Calvino

La vita di Giovanni Calvino che, sebbene francese, unirà inseparabilmente il suo nome alla città di Ginevra, è collocata in prospettiva. La sala dedicata a Calvino e Ginevra mostra come Giovanni Calvino abbia trasformato la città in un importante centro intellettuale europeo tanto da farla definire la "Roma protestante". La città ospita ben presto innumerevoli rifugiati da tutta Europa che vi riparano fuggendo dalle persecuzioni nei loro paesi. Il loro notevole livello intellettuale arricchisce la città che è ben lieta di ospitarli anche se questo causa problemi di alloggiamento visto il loro numero e la ristrettezza dei confini in cui è situata. Ritratti, incisioni ed oggetti mostrano come si svolgesse la vita in città durante il XVI secolo.

### Sala della musica
La musica, in particolare il canto dei Salmi, assume per il Calvinismo un ruolo centrale nel culto evangelico riformato come espressione della fede del popolo credente. La saletta dedicata alla musica permette al visitatore di prendere visione di libri di canto e spartiti dell'epoca, come pure di udire frammenti musicali di Salmi e corali.

### Il banchetto teologico
I dibattiti e le dispute teologiche assumono nel movimento protestante un ruolo centrale. La sala rappresenta questo aspetto del movimento come la tavola di un banchetto attorno alla quale siedono idealmente diversi personaggi che presentano la loro posizione teologica, in particolare sul tema della predestinazione, tema biblico che ancora oggi fa discutere. L'ultimo a rispondere a Giovanni Calvino è Jean-Jacques Rousseau.

### La revoca dell'Editto di Nantes
L'editto di Nantes fu un decreto emanato dal re di Francia Enrico IV nel 1598 che pose termine alla serie di guerre di religione che avevano devastato la Francia dal 1562 al 1598, regolando la posizione degli ugonotti (calvinisti). Esso fu revocato nel 1685 da Luigi XIV che segna così il ritorno in Francia di misure anti-protestanti e la messa al bando della fede protestante. Molti Ugonotti lasciano la Francia ed emigrano in molti paesi del mondo. Altri scelgono la clandestinità. La sala del museo dedicata a questo avvenimento racconta di questi tragici avvenimenti, sia per i protestanti francesi che per i valdesi e della loro vita quotidiana.

### La Riforma nel XIX secolo
La Riforma protestante ispira le opere di numerosi artisti, fra i quali Albert Anker, Joseph Hornung e Wolfgang-Adam Töpffer. In questa sala vengono esposte alcune fra le loro opere più famose sull'argomento e altri ritratti di Giovanni Calvino.

### Il XX secolo
Lo scantinato del museo è dedicato al Protestantesimo nel ventesimo secolo. Rappresenta le missioni protestanti, il movimento ecumenico, il rinnovamento teologico, il socialismo religioso ed il ruolo della donna nel Protestantesimo. L'ultima sala presenta pure il rapporto fra le diverse religioni oggi.

## 2009: Giubileo della nascita di Calvino

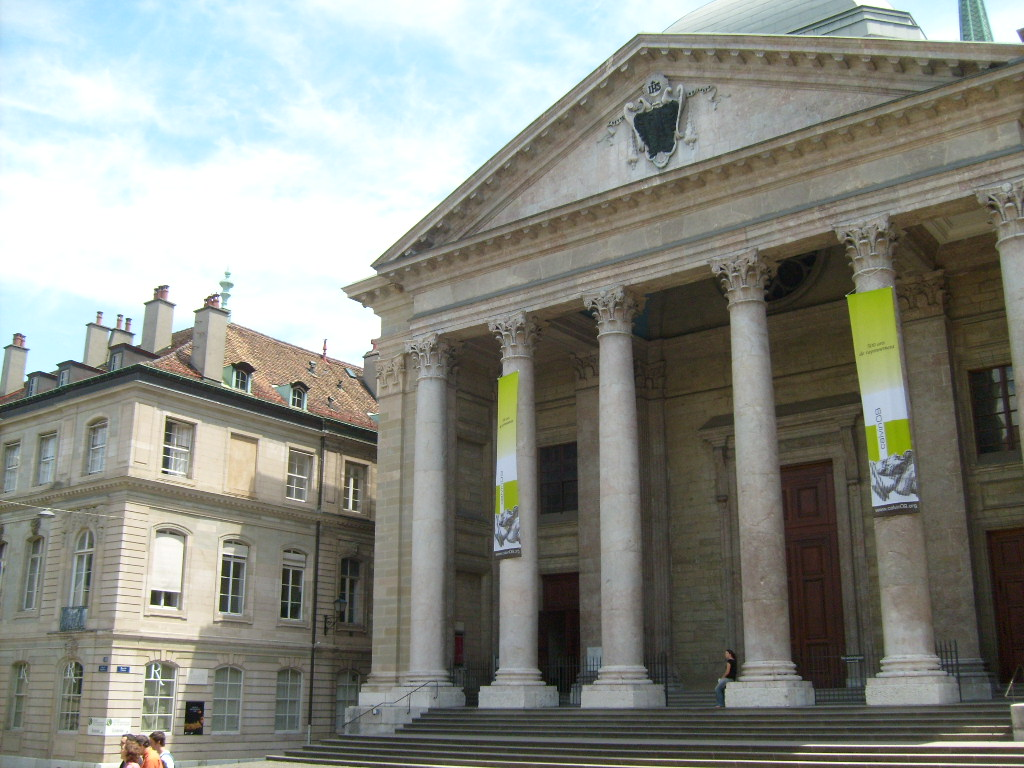
La facciata della Cattedrale di Ginevra con i colori del giubileo di Calvino del 2009

Per celebrare il 500º anniversario della nascita di Giovanni Calvino (1509 - 2009), il Museo internazionale della Riforma ha offerto vari eventi nel periodo compreso tra Pasqua a fine ottobre 2009. L'evento principale fu la mostra temporanea dal titolo Un giorno nella vita di Calvino che ha permesso ai visitatori di seguire una tipica giornata di Calvino in tre dimensioni. Questa mostra ha permesso di visualizzare per la prima volta una interpretazione virtuale delle principali occupazioni di Calvino e del mondo al tempo della Riforma protestante. La tridimensionalità della mostra ha permesso di capire meglio la sua vita e le azioni, come avviene in un documentario. La mostra si è tenuta nel cortile del museo e nella sala della Compagnia dei Pastori del piano terra dal 24 aprile al 31 ottobre.
Attraverso otto pannelli (2 m x 2 m), la vita di Calvino è stata tracciata a partire dalla sveglia (alle 4 del mattino) fino al tramonto (alle 9 di sera), passando attraverso il culto alla Cattedrale di San Pietro, una seduta tempestosa del Concistoro, un incontro decisivo con Michele Serveto. In ogni padiglione, si sentiva la voce di Calvino, dei suoi amici, dei suoi avversari, il rumore della città ed era possibile scoprire la vita quotidiana dell'epoca a Ginevra. 
Grazie al laboratorio tecnico del professor Nadia Thalmann (MIRALab), dell'Università di Ginevra è stato possibile osservare Calvino muoversi e parlare in 3D, circondato dallo scenario del tempo della Riforma. Inoltre vennero esposte alcune stampe, oggetti e libri del XVI secolo.

## Accesso al museo
Indirizzo: Musée international de la Réforme, 4, Rue du Cloitre, CH-1204 Géneve. Tel. 0041-22-3102431. Autobus: 36 (fermata Cattedrale), 2, 7, 12, 16 (fermata Molard). Parcheggio Saint-Antoine/Mont-Blanc. Accesso a disabili.
Apertura: dal martedì alla domenica dalle 10 alle 17; chiuso il 24, 25, e 31 dicembre. Apertura eccezionale: lunedì di Pasqua, Pentecoste e giornata federale di preghiera.